# Oplonaeschna armata
Oplonaeschna armata – gatunek ważki z rodziny żagnicowatych (Aeshnidae). Występuje na terenie Ameryki Północnej – od południowych USA (stany Utah, Nowy Meksyk i Arizona) po Salwador.